# Велоспорт на сверхдальние дистанции
Определение велоспорта на сверхдальние дистанции гораздо более расплывчато, чем в ультрабеге (любая гонка длиннее марафона) или в ультратриатлоне (любая гонка длиннее триатлона Ironman), поскольку в велоспорте нет общепринятой фиксированной соревновательной дистанции, где главную роль играла бы выносливость спортсмена. Потенциально, любая велогонка или заезд длиной более 160 километров (100 миль) может называться ездой на велосипеде на сверхдальнюю дистанцию. Однако соревнования с подобной длиной дистанции относительно распространены, поэтому для определения сверхдальних дистанций в велоспорте полезно использовать более длинное расстояние, превышающее 200, 300 и более километров, требующее от спортсмена значительных усилий для его преодоления.
Соревнования по велоспорту, которые проходят на таких дистанциях, но разделены на этапы, не подходят под определение гонок на сверхдальние дистанции, так как время прохождения должно идти непрерывно со старта до финиша. Тем не менее, отдельные этапы в рамках многодневной гонки сами по себе могут быть достаточно длинными, чтобы стать гонкой на сверхдальнюю дистанцию. Кроме того, любые командные соревнования, в которых отдельные велосипедисты не преодолевают всю дистанцию полностью, не считаются гонкой на сверхдальнюю дистанцию. Гонки на сверхдальние дистанции не имеют устоявшегося названия и могут называться веломарафоном, ультрасайклингом, ультрадистансом, байкпакинговыми гонками, ультрагонками и т.д.
Велоспорт на сверхдальние дистанции имеет тесную связь с велотуризмом.

## Шоссейные гонки

### Профессиональные
На заре профессиональных шоссейных велогонок было много однодневных шоссейных гонок и этапов гранд-туров, которые были намного длиннее, чем сегодняшние. Бордо — Париж во Франции была самой продолжительной однодневной ежегодной профессиональной велогонкой; её маршрут составлял около 560 км и проводилась она ежегодно с 1891 по 1988 год. После 1988 года самой длинной однодневной профессиональной велогонкой стала Порту — Лиссабон в Португалии, протяженность которой составляла около 330 км. Последний раз гонка Порту — Лиссабон проводилась в 2004 году. В настоящее время, самой длинной профессиональной велогонкой в мире считается Милан — Сан-Ремо в Италии, где гонщики преодолевают расстояние в 298 км.
Одной из значимых гонок на сверхдальнее расстояние является велогонка Париж — Брест — Париж протяжённостью 1200 км во Франции. Ранее она имела профессиональный статус и проводилась каждые 10 лет с 1891 по 1951 год, однако позднее стала проводиться в формате бревета.
Также, ранее профессиональные велосипедные туры включали гораздо более длинные этапы, чем сегодня. Самый длинный этап Тур де Франс в Туре 1919 года составил 482 километра, а каждый из 15 этапов имел дистанцию более 300 км. Самый длинный этап Джиро д'Италия составлял 430 км на Джиро 1914 года, а 5 из 8 этапов были длиннее 400 км. Вуэльта Испании начала проводиться в 1935 году, и первый этап же её этап стал самым длинным в истории, составив 310 км. В современных гранд-турах этапы длиной более 200 км становятся все более редкими, а предел, установленный Международным союзом велосипедистов (UCI) для любого отдельного этапа многодневной гонки, составляет 240 км.

### Ультрагонки с поддержкой
В настоящее время под эгидой UCI не проводятся гонки на сверхдальние дистанции, с протяжённостью более 300 км. Вместо этого, большинство современных гонок на сверхдальние дистанции связаны со Всемирной ассоциацией ультрасайклинга (WUCA). Самой известной из подобных гонок является Race Across America (RAAM), гонка в США, протяжённость которой составляет 4860 км.
В этом формате гонок велосипедисты соревнуются индивидуально (не допускаются драфтинг и езда в группе), но у каждого велосипедиста есть как минимум одна машина поддержки и команда вспомогательного персонала. Этот специфический формат гонок часто называют ультрагонкой, поэтому было бы неправильно называть все велогонки на сверхдальние дистанции ультрагонками. Многие ультрагонки включают в себя командную категорию, которая проводится в формате эстафеты и поэтому не соответствует критериям велогонки на сверхдальние дистанции, в которой отдельные лица должны проехать всю дистанцию.

### Ультрагонки без поддержки

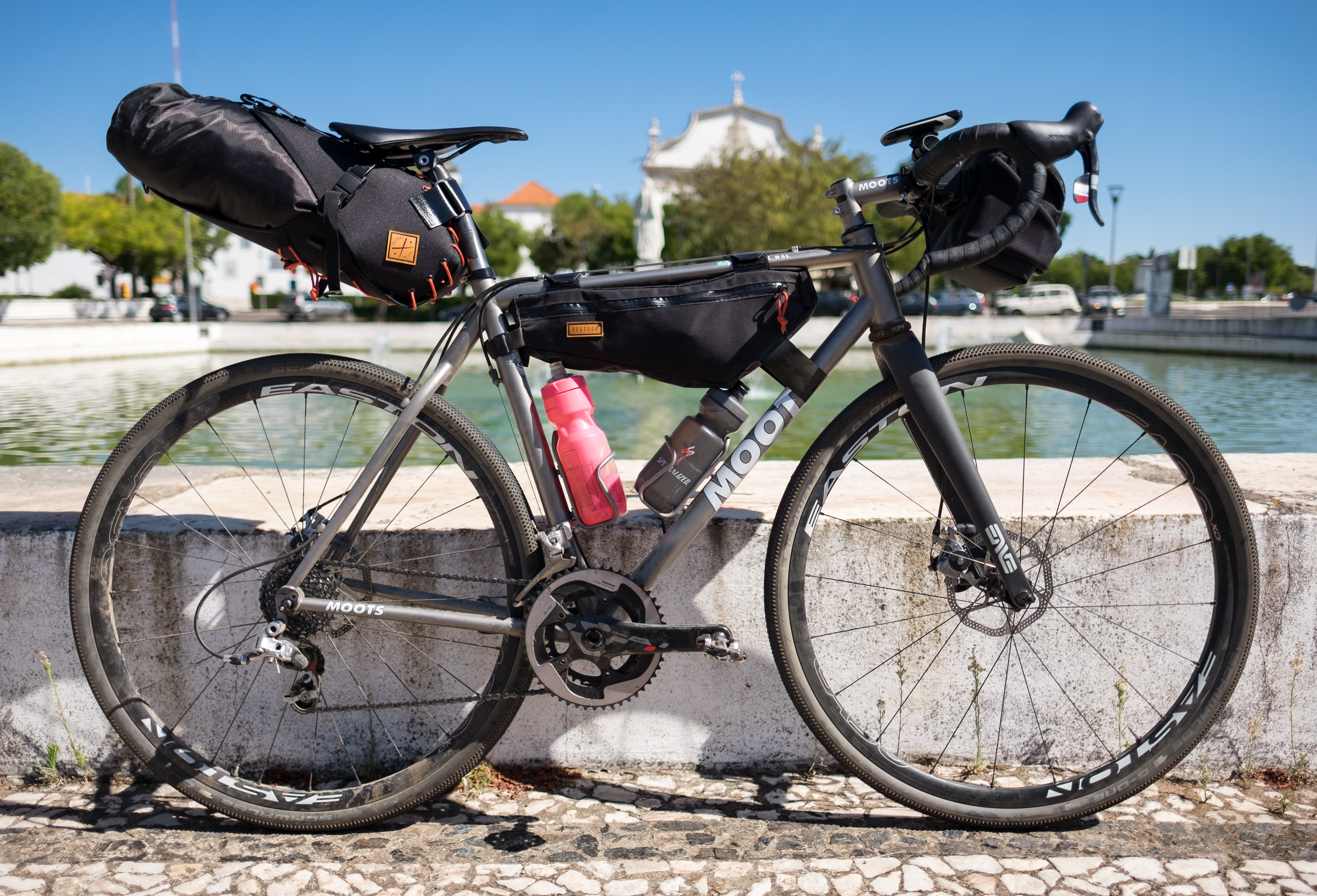
Велосипед для ультрагонки без поддержки. Все необходимое гонщику на длинной дистанции упаковано в сумки на раме велосипеда

В последнее время стали популярны некоторые гонки, напоминающие о ранней эре профессиональных велогонок, когда у гонщиков не было сопровождения и они мчались днем и ночью. Одной из крупнейших подобных гонок является Transcontinental Race, дистанция которой составляет 4000 км и проходит по всей Европе. Как и в других ультрагонках, здесь проводится массовый старт, но при этом не допускает драфтинг, групповая езда и поддержка со стороны. Запрещены автомобили поддержки, а гонщики должны находить припасы, место для ночлега и т.д. в коммерческих источниках по всему маршруту или везти их с собой. Другими популярными примерами ультрагонок этой категории являются Trans Am протяжённостью 6800 км в США и IncaDivide — соревнование с более короткой дистанцией в 1800 км, которое проходит на высоте более 4920 метров в перуанских Андах.
Сверхдальние поездки без поддержки иногда совершаются в одиночку, вне организованных заездов, но всё равно широко освещаются. Они часто включают в себя поездки из пункта в пункт (как правило, из города в город).

### Испытания на время
12-часовые и 24-часовые гонки на время на велосипеде по шоссе существуют давно и до сих пор являются обычным явлением. В этих соревнованиях велосипедисты пытаются проехать максимально возможное расстояние за отведенное время. Текущий 24-часовой рекорд составляет более 800 км на традиционном велосипеде и более 1200 км в веломобиле. В 2014 году UMCA возродила интерес к рекорду самого высокого годового пробега, который в последний раз был установлен в 1939 году Томми Годвином на отметке 120 805 км. Это предполагает прохождение максимально возможной дистанции в течение 12-месячного периода. В начале 2016 года Курт Сирфогель побил рекорд, преодолев дистанцию 122 433 километра за один год или 335 км в день.
Некоторые сверхдальние гонки на время проводятся на гоночных трассах для автоспорта, такие как Bike Sebring (Себринг), Рад ам Ринг (Нюрбургринг), 12-часовой велосипедный марафон в Монце (Монца), Cycling Zandvoort 24h (Зандворт), 24h BiCircuit Festival (Барселона-Каталунья) и Revolve24 Endurance Cycling Challenge (Брэндс-Хэтч и The Bend Motorsport Park).

### Бреветы
Ещё одним распространённым форматом езды на длинные дистанции на велосипеде являются бреветы. Бреветы – это неконкурентные заезды, в которых не уделяется особого внимания соревновательному аспекту; они проводятся скорее как личные испытания. Они отличаются от большинства ультра- и байкпакинговых гонок тем, что групповая езда и драфтинг разрешены, но с определёнными ограничениями. Припасы и жилье часто предоставляются организаторами на промежуточных контрольно-пропускных пунктах, но использование вспомогательных транспортных средств за пределами контрольно-пропускных пунктов запрещено.
Самым известным мероприятием такого рода является бревет Париж-Брест-Париж во Франции, в котором более 5 000 человек пытаются преодолеть маршрут протяженностью 1200 км менее чем за 90 часов. Бревет произошёл от профессиональной велогонки (см. выше) и проводится каждые четыре года. По всему миру проводится множество подобных соревнований протяженностью от 1000 км до 1600 км, в том числе Лондон — Эдинбург — Лондон в Великобритании и Cascade 1200 в США. Также, локальные рандоннерские клубы регулярно проводят заезды на 200 км, 300 км или 600 км.

## Горный велосипед и байкпакинговые гонки

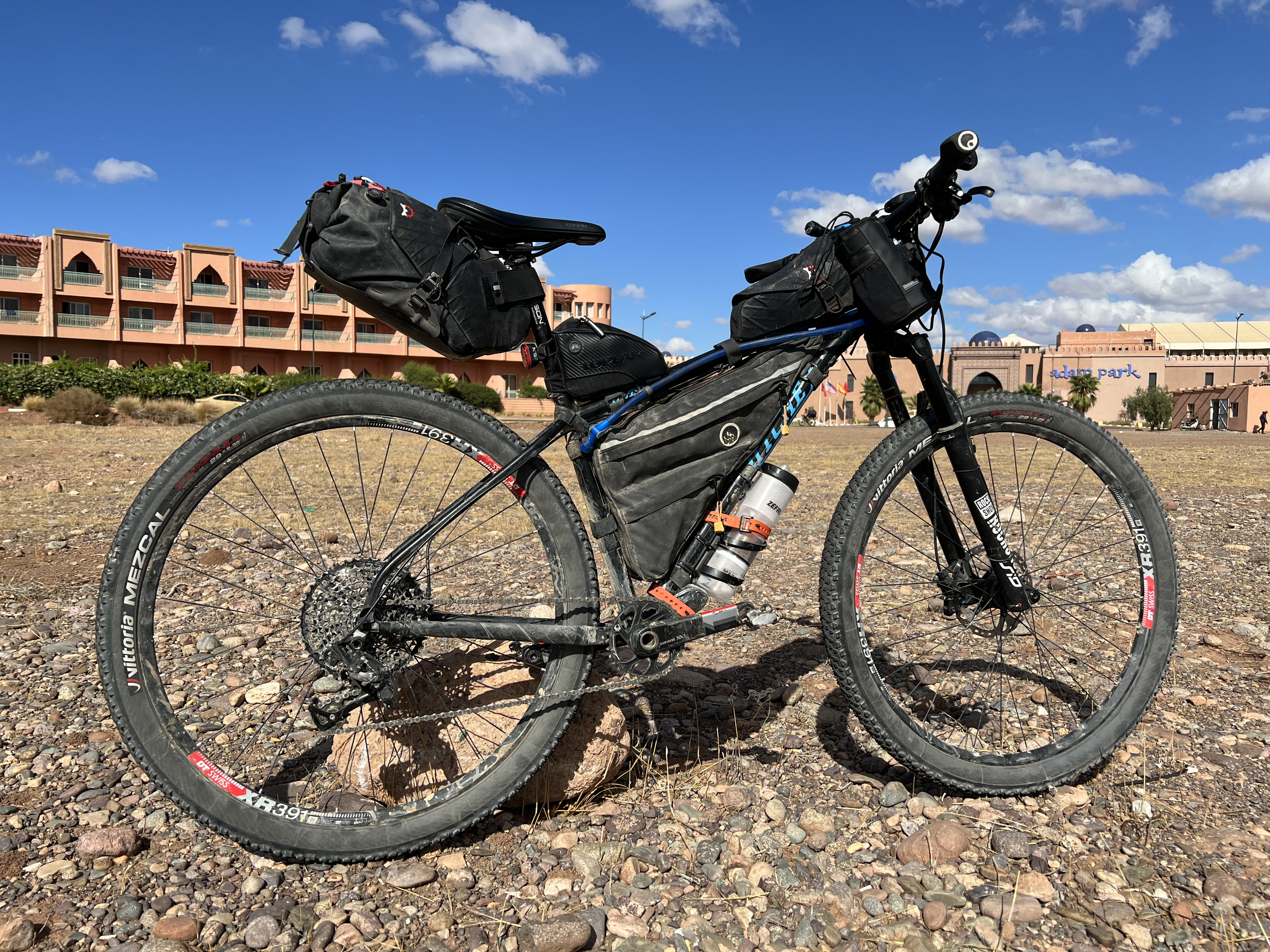
Горный велосипед, снаряженый для байкпакинговой гонки

Несмотря на популярность горного велосипеда, очень немногие гонки в маунтинбайке имеют длину более 160 км, из-за того, что средняя скорость на типичной для горных велосипедов местности намного ниже, чем на дороге. Также, гонки на бездорожье часто проводятся в удалении от людей и населенных пунктов, что предъявляет значительные требования к гонщику и набору его снаряжения, включающему в себя еду, ночлег, инструменты для ремонта и т.д. Так появилась идея байкпакинга – компактной перевозки груза на велосипеде и байкпакинговых гонок. В байкпакинговых гонках, как правило, не допускается драфтинг, групповая езда и поддержка со стороны. Также обычно в них имеется лимит времени для прохождения дистанции. Другой отличительной особенностью является то, что маршруты гонок год от года меняются, включая в себя всё новые труднодоступные участки местности.
Особое развитие подобные гонки получили в США. Одной из самых известных и популярных байкпакинговых гонок по бездорожью является Tour Divide, длина которой составляет 4418 км. Маршрут начинается в Канаде, проходит через Скалистые горы по территории США и заканчивается на границе с Мексикой. Другой пример – гонка Iditarod Trail Invitational на Аляске, которая проходит зимой на фэтбайках и имеет длину 1000 миль (1600 км).
Ежегодно проводятся подобные старты и в Европе: крупнейшими считаются Badlands в Испании, Alps Divide во Франции, Italy Divide в Италии и Hellenic Mountain Race в Греции.
Одной из сложнейших байкпакинговых гонок в мире считается проходящая в Центральной Азии Silk Road Mountain Race. Она проводится в Кыргызстане, в горах Тянь-Шаня, имея длину около 1800 километров с набором высоты более 30 000 вертикальных метров.
Atlas Mountain Race – байкпакинговая гонка, проходящая в Африке, в Марокко, общая дистанция которой составляет 1300 км.
В Австралии проводится гонка Race to the Rock. Трасса и протяженность каждый год разные, но обычно финиш проводится в Улуру; общая протяжённость дистанции в 2018 году составила 3500 км и включала участки в Южной Австралии и Тасмании.

## Гравийный велосипед
На заре шоссейных велогонок большинство дорог не были заасфальтированы, поэтому большинство гонок проводилось по грунтовым и гравийным дорогам. Благодаря улучшению дорожной инфраструктуры, гонки на шоссейных велосипедах теперь почти всегда проводятся на твёрдом покрытии. Однако в 21 веке езда по гравийным дорогам вновь приобрела популярность, благодаря совершенствованию велосипедных технологий.
Развитие технологий считается основным фактором роста популярности езды на велосипеде по гравию, поскольку они позволили инженерам объединить ключевые характеристики велосипедов разных дисциплин в одном велосипеде, который получил название гравийного велосипеда или гревела. Основой рам гравийных велосипедов является геометрия горного велосипеда, но, при этом, гравийные велосипеды значительно легче и быстрее, чем горные велосипеды при передвижении по асфальту, а также могут использоваться для комфортной езды по грунту и гравию.
Гравийные гонки редко требуют участия команды из тренеров и веломехаников, потому что трассы подвержены переменным погодным условиям, к которым трудно подготовиться заранее. Гравийные гонщики, как правило, сосредоточены на прохождении трассы, а не на поддержании темпа во время гонок. Это создает товарищескую атмосферу, которая не всегда присутствует в профессиональных гонках на шоссейных и горных велосипедах.
Одна из самых длинных и известных современных гонок на гравийных велосипедах Unbound Gravel (ранее называвшаяся Dirty Kanza), которая проходит во Флинт-Хиллз в окрестностях Эмпории, штат Канзас, США, протяженностью 320 км (200 миль). В 2018 году была добавлена дистанция на 560 км (350 миль) под названием DKXL, а в 2013 году были добавлены трассы на 25, 50 и 100 миль.
В 2023 году состоялся первый в истории чемпионат мира по гревелу, проведенный под эгидой Международного союза велосипедистов (UCI).

## Сверхдальние дистанции на треке
На заре велогонок в конце 1800-х годов были популярны шестидневные гонки на велодромах. Оригинальный формат гонки представлял собой настоящую велогонку на сверхдальнюю дистанции. Её целью была проверка того, как далеко может проехать отдельный велосипедист в течение шестидневного соревнования. Сегодня формат шестидневной гонки изменился и предполагает участие команд из двух человек в формате эстафеты. Позже непрерывный характер гонки был изменён на гонку только в течение определённой части дня.

## Набор высоты на велосипеде (эверестинг)
Вместо того чтобы пытаться увеличить расстояние, пройденное за одну поездку, некоторые люди пытаются увеличить высоту, набранную за одну поездку. Эверестинг — это заезд, который включает в себя многократное прохождение на велосипеде вверх и вниз  одного и того же склона до тех пор, пока общая высота не достигнет высоты Эвереста, 8848 метров. Существуют также рекорды по наибольшему набору высоты, достигнутому за определённый период времени, например за 24 часа. Эверестинг привлек к себе более широкое внимание в разгар пандемии COVID-19 и стал одним из способов соревноваться в условиях карантина.

## Дотвотчинг

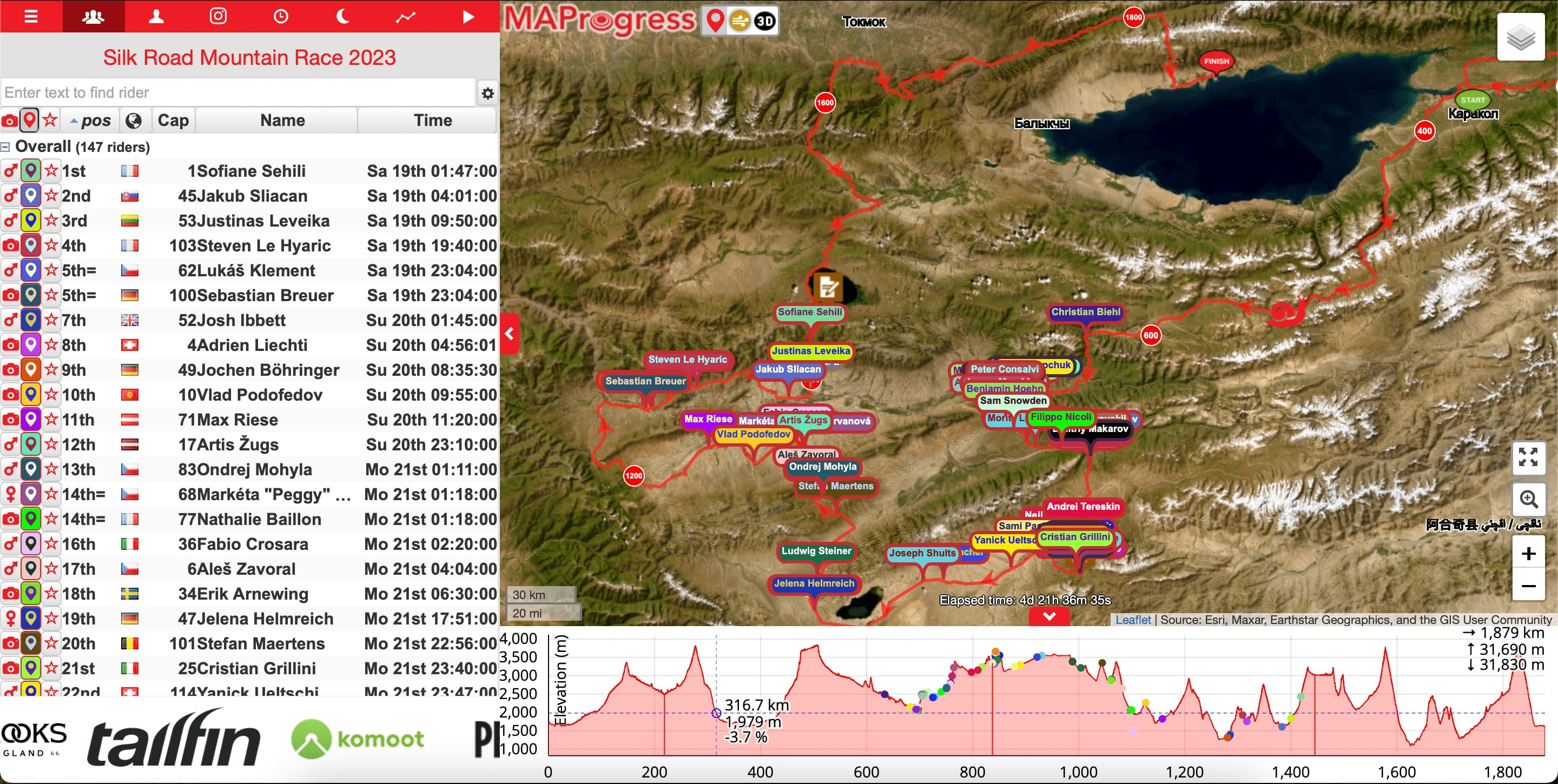
Дотвотчинг во время гонки Silk Road Mountain Race 2023

Термин «дотвотчинг» (англ. dotwatching) описывает процесс наблюдения за перемещением точек на карте во время байкпакинговых гонок без поддержки, таких как Transcontinental Race (TCR), Tour Divide, Silk Road Mountain Race и других. Каждый гонщик представлен точкой на карте, которая указывает его статус (активный, DNS, DNF и т. д.) и позицию в гонке при помощи GPS-трекера. Организаторы гонок и гонщики обычно предоставляют ссылки на GPS-карту перед гонкой, поэтому любой, у кого есть подключение к Интернету, может наблюдать за происходящим. Таким образом организаторы, при помощи волонтёров имеют возможность оценивать, находятся ли гонщики в безопасности и верно ли они проходят дистанцию, а болельщики имеют возможность смотреть за гонкой в режиме реального времени.
Помимо актуального местоположения гонщиков, на карте можно увидеть разнообразную статистику: с какой скоростью двигается гонщик, сколько времени он провел на велосипеде и как часто останавливался. Помимо организаторов и болельщиков, этим пользуются и сами гонщики – зачастую это единственный способ во время гонки узнать, где находятся их соперники.